# 东满殖产
东满殖产株式会社是满洲国的一家公司，创立于1941年4月。主营业务为乳制品、食品的生产和贩卖，以及牧场和卖店的经营。资本金为300万元，日本企业明治制糖拥有其50%的股份。:38
根据明治制糖1940年的资料，其在满洲的子公司满洲明治製菓获得牡丹江省划拨的数万公顷的土地，出资设立东满殖产。在筹备阶段该公司也被称为“东满拓殖株式会社”:189。
1942年，满洲野田酱油购入东满殖产的一部分股份，出资在牡丹江省宁安县海林村正阳屯东满殖产的牧场内建立味噌、酱油酿造工厂，作为东满殖产的酿造部门。工厂于1942年底竣工。:224,225

## 关联条目
- 明治制糖
- 满洲明治牛乳
- 满洲乳业